# Francisca Rojas

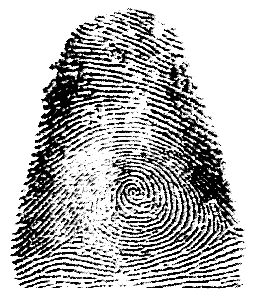
Impressão digital do polegar direito Francisca Rojas

Francisca Rojas (Nascida em 1865 — Data e local da morte desconhecido) é creditada como o primeiro criminoso considerado culpado por meio de evidências de impressões digitais no mundo.

## história
Em 29 de junho de 1892, Rojas, então com 27 anos, matou seus dois filhos na então pequena cidade termal de Necochea, em Buenos Aires, Argentina. Seu filho Ponciano Carballo Rojas, 6, e sua irmã mais nova, Teresa, 4, foram brutalmente assassinados em sua casa.
Francisca tentou simular um ataque cortando sua própria garganta e depois culpando seu vizinho Pedro Ramón Velázquez pelos dois assassinatos. No entanto, ele não confessou ter cometido os dois crimes horrendos, então os investigadores da polícia precisaram encontrar evidências incriminatórias ou credíveis. O que eles encontraram foi uma impressão digital sangrenta na caixa de correio na porta da frente da casa. Como a mãe negou ter tocado os corpos dos dois filhos (implicando ter sido manchada com o sangue), portanto, a pegada em questão só poderia ter sido do próprio assassino.
Com a ajuda do argentino de origem croata Juan Vucetich, policial da província de Buenos Aires - que foi pioneiro mundial no assunto -, foi determinado que essas impressões digitais não pertenciam a Pedro, mas à própria Francisca. Uma vez confrontado com essa evidência irrefutável, Rojas acabou confessando ter assassinado seus dois filhos.
Os motivos que levaram Francisca Rojas a cometer o duplo filicídio foram a interferência de Pedro em um romance entre ela e outro pretendente, além do sentimento de Rojas de ter sido mais atraente para aquele outro galã, se ele não tivesse filhos.
Rojas é geralmente considerado a primeira pessoa condenada em todo o mundo com base em evidências ou evidências criminais fornecidas por suas próprias impressões digitais.